# Maré (Musikprojekt)
Maré ist ein im Dezember 1996 in Dülmen geschaffenes Musikprojekt für behinderte Laienmusiker.

## Werdegang und Verbreitung
Gegründet in Dülmen mit relativ einfachen Mitteln wie Musikmaker und Cakewalk entwickelte es sich unabhängig von musikalischen Mainstream zu einem „stilfreien“ Projekt. Dies Projekt ist mittlerweile international schon durch eine stetige Internetpräsenz seit Dezember 2002. Im Frühjahr 2004 erreichte es bei den internationalen Besoniccharts, Länder wie Australien und Kanada innerhalb der Top 50. Von Dülmen im Kreis Coesfeld gestartet und seit 1999 im Großraum Neuwied tätig, breitete sich im Zuge von Kooperationen der Radius des Projekts mit Hilfe des Internets fast schon deutschlandweit aus, es gibt neben Berlin und Bremen, auch im Großraum Frankfurt am Main und Großraum Münster/Westf. Musiker und Musikinteressierte, welche direkt oder indirekt an dem Projekt mitwirkten und helfen und halfen es am Leben zu erhalten.

## Besonderheiten
Die Besonderheit bei Maré neben der Stilfreiheit ist die nicht kommerziell ausgerichtete Arbeit von behinderten Musikern als Plattform von Texten und Melodien. Obwohl von Behinderten in eigener Regie gestaltet, geführt und auch am Leben gehalten, wurde bisher weder auf Unterstützung von Verbänden, Kirchen und politischen Institutionen zurückgegriffen und alle Anschaffungen und Kosten von den Mitgliedern oder durch Sach- und Geldspenden von Freunden und Fans getragen. Die Identität des Projektes geht daher nicht nur von den praktizierenden Mitgliedern aus, sondern auch von den Fans, welche nicht nur offen zur Mitarbeit aufgerufen wurden und werden, sondern diese auch von sich aus anbieten und diese sich ebenfalls als der ein fester Bestandteil von Maré verstehen. Dies ist so gewollt, um Musik für die Hörer zu machen und aus dem einfachen Grund, Spaß und eine unbegrenzte Leidenschaft an der Musik zu haben und zu teilen. So ist es verständlich, dass sich der Kreis der festen Fans auf ungefähr 50 Personen begrenzt, dennoch wurden alle im Netz veröffentlichten Lieder insgesamt über 3500-mal gehört, was auch dafür spricht, dass es eine unbekannte Anzahl von festen Hörern gibt. 
Die musikalischen Bereiche sind sehr umfassend und die Strömungen recht unterschiedlich, wie auch Geschmäcker der festen Musiker und die der Fans. So ist es kein Problem für Maré, ein Lied im Bereich „Easy Listening“ und eines aus dem Bereich „Hardtrance“ auf einem Album zu stellen. Für Außenstehende mag dies befremdlich wirken, aber genau diese Eigenart macht Maré aus, wenn alles andere sich nicht irgendwie in eine Kategorie bringen lässt, so ist genau dieses, was zu dem Projekt als fester Bestandteil gehört.
Zu den Behinderungen und Beweisen, immer wieder in den Castingshows als Trostteilnehmer in die ersten Runden gehievt und auf Mitleidbasis gewählt, versteht sich Maré mit seinen körperlich und auch neurologisch behinderten Mitgliedern als Gegenbeispiel, das Kreativität weder Mitleid noch größerer Spenden bedarf.
Gerade bei diskriminierenden Behinderungen wie AD(H)S oder Aids werden, da nicht sofort sichtbar immer noch mit gängigen Vorurteilen behaftet, obwohl ein Leben mit HIV nicht sofort tödlich ist und es auch nicht homosexuelle oder drogenseitige Erkrankte gibt, aber auch AD(H)S eine ungewöhnliche Kreativität und Arbeits- und Sichtweisen bei den Betroffenen offenbart.
So betrachtet man sich als Plattform gerade für diese Randgruppen der Randgruppe und da Aids eine größere Lobby hat und keines der Mitglieder davon betroffen ist, liegt der Schwerpunkt eher bei „Life against AD(H)S!“

## Arbeitsweise
Eine weitere Besonderheit in diesem Projekt ist, dass es jedem Musiker offensteht, egal welcher Musikrichtung er/sie angehört. Es ist hierbei auch unerheblich ob eine Behinderung vorliegt. So gab es bereits 1998 einen DJ, der sich mit dem Equipment damals vertraut machen wollte, 2001 eine Gitarristin, die mit einer Akustikgitarre als Begleitung zu mehreren Stücken einbrachte. 2003 remixten gleich zwei DJs ein Trancestück brachten dies ebenfalls für das Projekt mit ein, allerdings unter deren eigenem Namen. Aber auch reine Laienmusiker sind herzlich eingeladen und willkommen, weil nicht das Professionelle zählt, sondern die Lust. Das einzige Kriterium, das dabei zählt, ist, dass man schon etwas Hörbares produziert, also reine Klangeffekte oder Soundexperimente sind dann weniger gefragt. In diesem Sinne läuft seit längerem ein Chorprojekt via Internet, bei dem sich Laiensinger an mehreren Stücken ausprobieren.
Momentan Zeit arbeitet Maré mit drei festen Studios, welche Base genannt werden. Northbase befindet sich in Herford, geleitet und geführt von Chris Derbert, der Westbase in Neuwied-Centrum, geleitet und geführt von Darktow3r und der Northbase im Umfeld von Köln, welche von Trijamedes geführt und geleitet wird. Neben den hauptamtlichen Musikern gibt es noch verteilt über ganz Deutschland Musiker, welche ihren Beitrag hinzufügten. Es steht allerdings jedem von überall her offen und es bedarf nur den Kontakt, welche man über die Homepages aufnehmen kann.
2009/2010 wird eine längere musikalische Schaffenspause sein, da sich die Mitglieder bei anderen Projekten stärker einbringen wollen und die noch geplanten Alben, welche zum Teil veröffentlicht keine zeitliche Fristsetzung haben. So wurde beim letzten größeren Treffen die Pause beschlossen, aber eine Auflösung abgelehnt.
Interessant hierbei ist zu erwähnen, dass eine Kooperation zwischen mehreren Autoren und Trijamedes zustande kam, der immer wieder Teile eines Soundtracks zu einer kleinen Laienbuchreihe veröffentlicht. Einzelne Stücke sind bereits im Portal, siehe unten, zu hören.

## Größte Erfolge
Erst seit 2002 lassen sich im Zuge von Downloadraten und Hörerquoten in den verschiedensten Internetportalen die Erfolge messen:
- 2008 „I Believe“ -Dance- , „Summerdream“ -Reggae-, „Flow To Dance“-Trance-[1] Album: Erga Omnes
- 2007 „Sunrise After The Storm“ -Ambient-[2] Album: Lifesign 3 -Lost Signal
- 2005 „Undiscovery Lands“ -Progressive Ambient-[3] Album: Lifesign 3 -Lost Signal
- 2004 „Wo bist Du?“       -Lovesongs-[4] Album: Lifesign 2
- 2003 „Nova Hemisphere“   -Progressive Ambient-[5] Album: Maré feat. Trijamedes -Nova Hemisphere
- 2002 „Wenn Du gehst“     -Alternative Hiphop-[6] Album: Flameguard

## Diskografie
- 1997 Rave Nation/Memories (Demotapes)
- 1998 Reunion (erstes ernst zu nehmendes Album)
- 1999 Das erste auf CD erschienene Album "Omega"
- 2001 Incognito
- 2003 Lifesign 1 und Lifesign 2
- 2004 Flameguard
- 2005 Gedankenwelt
- 2007 Lifesign 3 -Lostsignal-
- -?- 10 Jahre Maré (Endrelease auf unbestimmte Zeit verschoben, Teile dennoch bereits veröffentlicht)
- 2008 Erga Omnes
- 2009 Album 12 -Arbeitstitel-